# Parafia św. Szczepana w Krakowie
Parafia św. Szczepana w Krakowie – parafia rzymskokatolicka należąca do dekanatu Kraków-Bronowice archidiecezji krakowskiej na Nowej Wsi przy ulicy Sienkiewicza.
Została utworzona w 1278. Kościół parafialny wybudowany w 1938, konsekrowany w 1959.

## Terytorium parafii
Ulice: Akademicka (numery parzyste), pl. Axentowicza, Augustynka-Wichury, Berenta, Biernackiego, Cieszyńska, Chopina, Czapińskiego, Czarnowiejska (nry parzyste 12-58 i nieparzyste 27-69), Friedleina, Grottgera, Gzymsików, pl. Inwalidów, Józefitów, Kadrówki, Karłowicza, Kazimierza Wielkiego (nry parzyste 2-72 i nieparzyste 1-65), Kmieca, Konarskiego, Kościelna, Krowoderska nry parzyste 46-58), Królewska (nry parzyste 2-80 i nieparzyste 1-49,) Kujawska, Lea (nry parzyste 2-18 i nieparzyste 1-29), Lenartowicza, Litewska, Lubelska, Łokietka (nry 1-32), 3 Maja (nry 1-9), Mazowiecka (nry parzyste 2-90 i nieparzyste 1-101), Młynówka Królewska, Nowowiejska (nry parzyste), Poznańska, Oboźna, Odrowąża, Oleandry, Plater, Pomorska, Prądnicka (nry parzyste 2-20), Racławicka (nry nieparzyste), Reymonta (nry parzyste 2-4, nieparzyste 1-15), Rzeczna, Sienkiewicza, Składowa, Słomnicka, al. Słowackiego (nry parzyste 2-66 i nieparzyste 1-25), Staszica, Symfoniczna, Szymanowskiego, Śląska, Świętokrzyska, św. Teresy, Tkacka, Urzędnicza (nry parzyste 34-64 i nieparzyste 1-65), Wójtowska, Wrocławska (nry nieparzyste 1-69 i parzyste 8-64), Wyspiańskiego, Zbożowa, Zbrojów

## Wspólnoty parafialne
- Akcja Katolicka
- Bractwo Matki Bożej Pocieszenia
- Chór parafialny
- Gazetka parafialna
- Duszpasterstwo akademickie „U Szczepana”
- Liturgiczna Służba Ołtarza
- Neokatechumenat
- Oaza Młodzieży
- Oaza Rodzin
- Schola dziewcząt
- Wspólnota dla Intronizacja Najświętszego Serca Pana Jezusa
- Wspólnota Żywego Różańca
- Zespół Charytatywny
- Zespół Misyjny

## Biografie
- ks. A. Waksmański, ks. M. Wrężel i inni, Uroczystość Koronacji Cudownego Wizerunku Matki Bożej Pocieszenia w Kościele św. Szczepana w Krakowie, Kraków 2002
- Leszek Dzierżanowski, ks. Konstanty Krzywanek Parafia świętego Szczepana w Krakowie, Kraków 1993,
- Michał Rożek Przewodnik po zabytkach i kulturze Krakowa, Warszawa-Kraków 1993.